# Mopsella retifera
Mopsella retifera is een zachte koraalsoort uit de familie Melithaeidae. De koraalsoort komt uit het geslacht Mopsella. Mopsella retifera werd in 1816 voor het eerst wetenschappelijk beschreven door Lamarck. 